# Vysoké Studnice
Vysoké Studnice település Csehországban, a Jihlavai járásban. Vysoké Studnice Bítovčice, Kamenice, Rybné, Kozlov, Luka nad Jihlavou és Věžnice településekkel határos. Lakosainak száma 427 fő (2024. január 1.).

## Népesség
A település lakosságának változását az alábbi diagram mutatja:
| Lakosok száma | 360  | 490  | 456  | 400  | 343  | 399  | 417  | 421  | 407  | 427  |
|               | 1869 | 1900 | 1921 | 1961 | 1980 | 2011 | 2016 | 2019 | 2021 | 2024 |